# Куређо
Куређо (итал. Cureggio) је насеље у Италији у округу Новара, региону Пијемонт.
Према процени из 2011. у насељу је живело 1630 становника. Насеље се налази на надморској висини од 293 м.

## Становништво
| 1936. | 1951. | 1961. | 1971. | 1981. | 1991. | 2001. | 2011. |
| ----- | ----- | ----- | ----- | ----- | ----- | ----- | ----- |
| 1.893 | 1.862 | 1.831 | 1.783 | 2.071 | 2.139 | 2.251 | 2.604 |